# Bahnhof Dortmund-Asseln
Der Bahnhof Dortmund-Asseln wurde 1876 als Bahnhof Wickede-Asseln an der Bahnstrecke Welver–Sterkrade zwischen Wickede und Asseln eröffnet. Die Umbenennung des Durchgangsbahnhofs folgte 1928 auf die Eingemeindung der beiden Orte in die Stadt Dortmund. Heute befindet sich am östlichen Ende des Gleisfelds die Station Wickede-West der Linie S4 der S-Bahn Rhein-Ruhr.

## Geschichte
Am 15. Mai 1876 eröffnete die Königlich-Westfälische Eisenbahn-Gesellschaft die Bahnstrecke von Welver nach Dortmund und den Bahnhof Wickede-Asseln. Im Empfangsgebäude befanden sich zwei Wartesäle. Gleichzeitig eröffnete die Reichspost im Bahnhofsgebäude eine „Kaiserliche Postagentur“, die für beide Orte zuständig war. Ende des 19. Jahrhunderts steigerte sich in Asseln die Kohleförderung, so dass die Werksbahn, die die Hermannshütte in Hörde mit den Asselner Zechen Schleswig und Holstein verband, bis zum Bahnhof Wickede-Asseln verlängert wurde. Der Bahnhof verfügte damit über fünf Gleise, die von zwei Stellwerken gesteuert wurden, und als einziger der ganzen Strecke über eine Viehverladerampe. Im Bahnhof war außerdem eine Bahnmeisterei stationiert. Der Personenverkehr war gegenüber der Kohleverladung, die auf täglich bis zu 160 Waggons beziffert wird, unbedeutend.
Im Jahre 1923, während der Ruhrbesetzung durch Frankreich, diente der Bahnhof als deutscher Grenzbahnhof, während in Brackel das französische Gegenstück eingerichtet wurde. Reisende aus dem nicht besetzten Gebiet verbrachten die Zeit bis zur Grenzüberquerung im Wartesaal des Bahnhofs. Die Gleisanlagen waren gelegentlich mit Stückgutwagen derart überfüllt, dass für den Wagenzulauf Genehmigungen vergeben werden mussten.
Mit der Schließung der Zechen Ende der 1920er Jahre verlor der Bahnhof seine Bedeutung. Am 7. Oktober 1928 wurde der Bahnhof in Dortmund-Asseln umbenannt, um Verwechslungen mit Wickede (Ruhr) zu vermeiden. Das Empfangsgebäude wurde im Dezember 1976 abgerissen.

### Vereinsgründung Westfalia Wickede
Die Gründungsversammlung des heute in der Westfalenliga aktiven Fußballvereins BV Westfalia Wickede fand laut Vereinschronik „Im Wartesaal 2. Klasse des Bahnhofs Wickede-Asseln“ statt.

## Aktuelle Situation
Am 3. Juni 1984 wurde die S-Bahn Linie S4 der S-Bahn Rhein-Ruhr in Betrieb genommen, die zwischen Dortmund-Dorstfeld und Unna-Königsborn einen Teil der Bahnstrecke Welver–Sterkrade befährt. Auf dem Gelände des Bahnhofs wurde die Station Wickede-West eingerichtet, die Bahnsteige befinden sich am Ende des ehemaligen Gleisfeldes etwa 300 m östlich des alten Bahnhofs. Im Vorort Asseln befindet sich der ebenfalls beim Ausbau zur S-Bahn angelegte Haltepunkt Dortmund-Asseln Mitte.
Vom ehemaligen Bahnhofsgebäude ist nichts mehr zu erkennen. Neben den beiden S-Bahn-Gleisen findet man ein Überholgleis, das über acht Weichen an die beiden Streckengleise angeschlossen ist. Die Trasse der Werksbahn ist zurückgebaut und wird als Feldweg benutzt. Auf der Nordseite des Bahnhofes wurden 2006 Häuser erbaut, die die Sicht von der Bebelstraße auf den Bahnhof verhindern. Auf der Südseite der Bebelstraße befindet sich noch eine Steinmauer des Bahnhofs, die teilweise abgerissen und überwuchert ist.